# Жиенбет (Жамбылская область)
Жиенбет (каз. Жиенбет) — село в Шуском районе Жамбылской области Казахстана. Входит в состав Корагатинского сельского округа. Код КАТО — 316645400.

## Население
В 1999 году население села составляло 510 человек (249 мужчин и 261 женщина). По данным переписи 2009 года, в селе проживали 442 человека (218 мужчин и 224 женщины).